# Cesiumchromaat
Cesiumchromaat (Cs2CrO4) is het cesiumzout van chroomzuur. De stof komt voor als een toxisch geel kristallijn poeder, dat zeer goed oplosbaar is in water.

## Synthese
Cesiumchromaat kan worden bereid uit een reactie van cesiumcarbonaat en chroom(VI)oxide:
{\displaystyle \mathrm {Cs_{2}CO_{3}\ +\ CrO_{3}\longrightarrow \ Cs_{2}CrO_{4}\ +\ CO_{2}} }